# Markus Fierz
Markus Eduard Fierz (né à Bâle, le 20 juin 1912, et mort à Küsnacht, le 6 septembre 2006) est un physicien suisse, plus particulièrement connu pour sa formulation du théorème spin-statistique et ses contributions en mécanique quantique, physique des particules et physique statistique. En 1979, il a reçu la médaille Max-Planck, et, en 1989, la médaille Albert-Einstein pour l’ensemble de ses travaux.

## Biographie
Il est le fils de Linda Fierz-David, analyste jungienne et le petit-fils de Heinrich David (de), homme politique suisse. 

## Honneurs et distinctions
- 1979 : Médaille Max-Planck
- 1989 : Médaille Albert-Einstein

## Publications
- Helv. Phys. Acta, 12, 1939, 3
- avec W. Pauli, « On relativistic wave-equations for particles of arbitrary spin in an electromagnetic field », Proc. Roy. Soc., A 173, 1939, 221
- « Zur Theorie der Multipolstrahlung », Helv. Phys. Acta, 22, 1949, 489
- Helv. Phys. Acta, 29, 1956, 128
- Spinors, in Proceedings of the International Conference on Relativistic Theories of Gravitation, H. Bondi (éd.), Londres, juillet 1965, Kings College, Université de Londres, 1965
- « Warum gibt es keine magnetischen Ladungen ? », Helv. Phys. Acta, 37, 1964, 663
- Die unitären Darstellungen der homogenen Lorentzgruppe, in Id. et al., Preludes in theoretical physics : en l’honneur de V. F. Weisskopf, A. de-Shalit, H. Feshbach and L. van Hove (éd.), Amsterdam, 1966
- Vorlesungen zur Entwicklungsgeschichte der Mechanik, printemps 1972